# Vidna kora
Vidna kora mozga (ili vidni korteks) je dio moždane kore odgovoran za obradu vizualnih informacija, a nalazi se u zatiljnom režnju, u stražnjem dijelu mozga.
Termin vidnog korteksa se odnosi na primarni vidni korteks (također poznat kao strijatalni korteks ili V1 (vidno područje 1)) i ekstrastrijatalna vidna područja poput V2, V3, V4 i V5. Primarni vidni korteks je anatomski ekvivalent Brodmannovog područja 17 ili BA17. Ekstrastrijatalna kortikalna područja sastoje se od Brodmanna području 18 i 19.
U obje hemisfere mozga nalazi se vidni korteks. Vidna kora lijeve polutke prima signale iz desnog vidnog polja, a vidna kora desne polutke iz lijevog vidnog polja.
Sadržaj ovog članka opisuje vidnu koru u primata (posebice ljudi).

## Uvod
Primarni vidni korteks ili V1 je neokorteks (senzorni tip) koji se nalazi unutar i oko fisure kalkarine u zatiljnom režnju. V1 obiju hemisfera mozga prima informacije izravno iz svojih ipsilateralnih genikulatnih jezgara.
Sve informacije V1 puta prenose se pomoću dva primarna puta, dorzalni i ventralni put:
- Dorzalni put počinje s V1, prolazi kroz vidno područje V2, zatim dorzomedijalnim i vidnim područjem MT (poznatim kao V5), prema stražnjem parijetalnom korteksu. Dorzalni put, ponekad zvan "Gdje ili Kako put, povezan je s kretnjama, prikazom lokacije objekta, kontrolom očiju i ruku, pogotovo kod sakadičnih pokreta i posezanja za čime.
- Ventralni put počinje s V1, prolazi kroz vidno područje V2, zatim kroz vidno područje V4 i donju temporalnu koru. Ventralni put, ponekad zvan "Što put", povezan je s načinom prepoznavanja i doživljaja objekta, te pohranom u dugotrajnu memoriju.

Dihotomiju dorzalnog/ventralnog puta prvi su definirali Ungerleider i Mishkin, no još uvijek je sporna među znanstvenicima i psiholozima koji se bave vidom. To je vjerojatno prepojednostavljeno pravo stanje vidnog korteksa. Ona se temelji na nalazima da vidne iluzije, poput Ebbinghausove iluzije, može iskriviti procjenu percepcije, no kada subjekt odgovori akcijom (djelovanjem), odnosno shvaćanjem situacije, takvog poremećaja nema. Međutim, novija istraživanja navode da su oba sustava djelovanja i percepcije praćena takvim iluzijama.
Neuroni vidne kore, podraženi vidnom stimulacijom unutar receptivnog polja, potiču stvaranje akcijskog potencijala. Po definiciji, receptivno polje je područje unutar cijelog vidnog polja koje izaziva akcijski potencijal. Na podražaj najbolje odgovara ona podskupina neurona koja je podražena unutar svog receptivnog polja. To svojstvo se naziva neuralna regulacija. U nižim vidnim područjima, neuroni su jednostavnije regulirani. Na primjer, neuron u V1 se može aktivirati bilo kojim vertikalnim stimulansom receptivnog područja. U višim područjima vidnog područja, neuroni sadrže kompliciraniju regulaciju. Na primjer, u donjoj temporalnoj kori (IT), neuroni se aktiviraju tek kada se pojavi određeni oblik/lik u njihovom receptivnom području. Vidni korteks je irigiran primarno kalkarinim ogrankom stražnje cerebralne arterije.

## Aktualno istraživanje
Istraživanje primarnog vidnog korteksa može obuhvaćati snimanje akcijskih potencijala elektroda unutar mozga mačaka, tvorova, štakora, miševa ili majmuna, ili bilježenje intrinzičnih optičkih signala životinja, te EEG, MEG ili fMRI signale V1 ljudi i majmuna.
Jedno nedavno otkrića o ljudskom V1 kaže da signali mjereni fMRI pokazuju velike modulacije pažnje. Ovaj rezultat je prilično u suprotnosti s istraživanjem fiziologije makaki majmuna, koje pokazuje vrlo male (ili nikakve) promjene u centru pažnje povezane s modulacijom. Istraživanje makaki majmuna obično se izvodi mjerenjem razine aktivnost pojedinog neurona. S druge strane, neurološke osnove fMRI signala su uglavnom srodne postsinaptičkim potencijacijalima (PSP). Stoga, ta razlika ne mora nužno ukazivati na razliku između fiziologije makaki majmuna i ljudi.
Drugi priznati radovi nastoje u potpunosti opisati svojstva regulacije neurona V1, te iskoristiti to kao model za kružni kortikalni ciklus.
Lezije primarnog vidnog korteksa obično dovode do skotoma ili ispada u vidnom polju. Zanimljivo, bolesnici sa skotomima često mogu iskoristiti prisutne vidne informacije, unatoč tome što ih ne mogu svjesno percipirati. Taj fenomen, zvan slijepa pjega, široko je proučavan od strane znanstvenika zainteresiranih za neuralne sveze podsvijesti.

## Primarni vidni put (V1)
Primarni vidni korteks je najbolje proučeno vidno područje mozga. U svim studijama sisavaca, nalazi se u stražnjem poluokcipitalnog korteksa (okcipitalni korteks je odgovoran za obradu vizualnih podražaja). To je najjednostavnije, najstarije kortikalno vidno područje. Visoko je specijaliziran za obradu podataka o statičkim i pokretnim objektima, te odličan u raspoznavanju uzoraka.
Definirana funkcija primarnog vidnog korteks je otprilike jednaka definiranoj anatomiji strijatalne kore. Naziv "strijatalna kora" je izvedeno iz strije Gennari, karakteristična pruga vidljiva golim okom koja predstavlja mijelinizirane aksone iz tijela lateralnih genikula, koji završavaju u 4. sloju sive tvari.
Primarni vidni korteks je podijeljena u šest funkcionalno različitih slojeva, označenih od 1 do 6. Četvrti sloj, koji prima najviše vizualnih informacija iz lateralnih genikulatnih jezgara (LGN), dodatno je podijeljen u 4 sloja, s oznakom 4A, 4B, 4Cα i 4Cβ. Sublamina 4Cα prima najviše magnocelularnih informacija iz LGN, dok sloj 4Cβ prima informacije iz parvocelularnog puta.
Prosječan broj neurona primarnog vidnog puta, u odrasla čovjeka, u svakoj hemisferi, procijenjen je na oko 140 milijuna (Leuba i Kraftsik, Anatomija i embriologiju, 1994).

## Funkcija
V1 ima vrlo dobro definiranu kartu prostornih podataka. Na primjer, u ljudi, gornji dio sulkusa kalkarine u potpunosti odgovara donjem dijelu vidnog polja (ispod središnjeg dijela), a donji dio kalkarine gornjoj polovici vidnog polja. Prema tome, mapa podataka na mrežnici jest prebacivanje vizualne slike s mrežnice na V1. Komunikacija između danog mjesta unutar V1 i subjektivnog vidnog polja je vrlo precizna; čak su i slijepe pjege označene u V1. Evolucijski, komunikacija je vrlo jednostavna i pronađena je u svih životinja koje posjeduju V1. U ljudi i životinja, koji imaju foveu unutar mrežnice, veliki dio V1 označen unutar malog, središnjeg dijela vidnog polja, a poznato je kao kortikalno povećanje. Možda u svrhu točne prostorne koordinacije, neuroni V1 imaju veličinu najmanjeg receptivnog polja bilo koje mikroskopske regije vidnog korteksa.
Svojstva regulacije neurona V1 (ono na što reagiraju) uvelike se razlikuju tijekom vremena. Unutar kratkog perioda (40 ms i više) pojedinačno neuroni V1 snažno reagiraju na sitna mjesta stimulacije. Prema tome, neuralni odgovor može razlikovati male promjene u vizualnoj i prostornoj orijentaciji, kao i u nijansama boja. Nadalje, pojedinačni neuroni V1 u ljudi i životinja s binokularnim vidom, imaju očnu dominaciju, odnosno regulaciju jednim oba oba oka. Unutar V1, ali i kod primarnog senzornog korteks u cjelini, neuroni sa sličnim svojstvima regulacije imaju tendenciju spajanja u kortikalne stupce. David Hubel i Torsten Wiesel predložili su klasični organizacijski model sante leda, koji se sastoji od kortikalnih stupaca s dva svojstva: očna dominacija i orijentacija. Međutim, ovaj model se ne uključuje razlikovanje boja, prostornu orijenatciju i mnoge druge značajke koje utječu na promjene u aktivnosti neurona. Točna organizacija svih tih kortikalnih stupaca unutar V1 ostaje i dalje vruća tema aktualnih istraživanja.
Važeći dogovor je da se rani odgovor neurona V1 sastoji od niza reakcija selektivne spaciotemporalne regulacije. Teoretski, ta regulacija može istodobno obrađivati prostornu orijentaciju, kretanje, smjer, brzinu (vremensku frekvenciju, i mnoge druge spaciotemporalne značajke. Eksperimenti na neuronima potkrjepljuju ove teorije, ali i potiču nova pitanja.
Nakon dužeg perioda (100 ms) neuroni V1 su osjetljivi i unutar većih područja (Lamme i Roelfsema, 2000). Ta svojstva odgovora vjerojatno proizlaze iz stalne obrade podražaja (utjecaj viših kortikalnih područja na niža kortikalnih područja) i lateralne sveze s piramidalnim neuronima (Hupe et al. 1998). Dokazi pokazuju da povratne informacije iz viših razina kao što su V4, IT ili MT, s većim i složenijim receptivnim poljem, mogu mijenjati i oblikovati odgovor V1 (Guo i sur, 2007.; Harrison i sur, 2007;. Huang i sur, 2007;. Sillito i sur, 2006).
Vizualna informacija prenesena V1 nije kodirana u smislu prostorne (ili optičke) slika, nego kao kontrast okoline. Na primjer, kod slike koja se sastoji od crne i bijele polovice, linija na granici crne i bijele posjeduje najjači kontrast i kodirana je, dok nekolicina neurona registriraju jasnoću/boju informacije (crno ili bijelo zasebno). Kako se informacija prenaša na ostala područja vidnog puta, pojačava se ne-lokalna komponenta signala. Važno je reći, u tim ranim fazama vizualnu kortikalne obrade, prostorni položaj vizualnih informacija je dobro očuvan zbog uočavanja lokalnog kontrasta.

## Sekundarna vidna kora
Vidno područje V2, poznato kao prestrijatalni korteks, drugi je najveći prostor u vidnoj kori, a prva regija u vidnom asocijacijskom području. Ono prima jake prednje veze od V1 (izravne i preko pulvinara), te šalje snažne veze V3, V4 i V5. Također šalje snažan povratne veze prema V1.
Anatomski, V2 je podijeljena u četiri kvadranta, dorzalni i ventralni u lijevoj i desnoj hemisfere. Te četiri regije pružaju kompletnu karta vizualne obrade. Funkcionalno, V2 ima mnoga svojstva zajednička s V1. Stanice su sinkroniziran na jednostavne svojstva kao što su orijentacija, prostorna frekvencija i boja. Odgovori mnogih neurona V2 ujedno su modulirana složenijim svojstvima, kao što su granice i obrisi iluzija te kad je poticaj dio lika ili okoline. (Qiu i von der Heydt, 2005).
Nedavna istraživanja pokazuju da stanice V2 slabo utječu na modulaciju pažnje (više od V1, manje od V4), podešene su za umjereno složene obrasce, a mogu biti kontrolirane raznim usmjerenjima različitih podregija unutar jednog receptivni polje.
Smatra se da je cijeli ventralni put od oka do hipokampusa važan za vizualnu memoriju. Ova teorija, za razliku od vodeće, predviđa da će objekt za prepoznavanje memorije (ORM) promjena može rezultirati iz manipulacije u V2, područja koji je vrlo povezano s ventralnim dijelom vidne kore. U mozgu majmuna, ovo područje dobiva jake aferentne veze iz primarne vidne kore (V1) i šalje snažne projekcije prema sekundarnim vidnim korama (V3, V4 i V5). Većina neurona ovog područja su regulirana jednostavnim vidnim karakteristike kao što su orijentacija, prostorna frekvencija, veličina, boja i oblik. Stanice V2 također reagiraju na različite složene oblike vidnih karakteristika. Anatomske studije ukazuju da 3. sloj V2 sudjeluje u obradi vizualnih informacija. Za razliku od 3., 6. sloj vidne kore se sastoji od mnoštva različitih neurona, čiji je odgovor na vidni poticaj kompliciraniji. 
U nedavnom istraživanju, pronađeno je da stanice 6. sloja kore V2 imaju vrlo važnu ulogu u pohrani prepoznatog objekta, kao i u pretvaranje kratkoročnih sjećanja u dugoročnu memoriju.
Treći vidni kompleks, uključujući i područje tercijarnog vidnog puta.
Izraz treći vidni kompleks odnosi se na područje kore neposredno ispred V2, koje uključuje vidno područje V3 kod ljudi. Kompleksnost nomenklature je opravdano činjenicom da još uvijek postoje oprečna mišljenja u vezi točnog opseg područja V3. Kao primjer, David Van Essen i drugi (1986) su predložili postojanje "dorzalnog V3" u gornjem dijelu moždane hemisfere, koji se razlikuje od "ventralnog V3" (ili ventralno dorzalno područje, VP) u donjem dijelu mozga. Dorzalni i ventralni V3 imaju odvojene veze s drugim dijelovima mozga, boje se ovisno o odabranoj metodi, te sadrže neurone koji reagiraju na različite kombinacije vizualnog poticaj (na primjer, selektivno bojanje neurona je češće u ventralnom V3). Dodatne podjele, uključujući V3A i V3B također su opisane kod ljudi. Te podjele su u neposrednoj blizini dorzalnog V3, ali ne graniče s V2.
Dorzalni V3 obično se smatra dijelom dorzalnog puta, primajući informacije iz V2 i primarnog vidnog područja i šaljući stražnjem parijetalnom korteksu. Moguće da je anatomski smještena u Brodmannovom području 19. Nedavni rad s fMRI je predložio ulogu područja V3/V3A u globalnoj obradi pokreta. Ostale studije radije razmatraju dorzalni V3 kao dio šireg područja, nazvanog dorzomedijalno područje (DM), koji sadrži prikaz cjelokupnog vidnog polja. Neuroni u DM području reagiraju na koherentno gibanje velikih uzoraka koji pokrivaju široki dio vidnog polja (Lui i suradnici, 2006).
Ventralni V3 (VP) ima mnogo slabije veze s primarnim vidnim područjem, ali jače veze s inferiornom (donjom) temporalnom korom. Dok su ranije upućivale da VP sadrži samo prikaz gornjeg dijela vidnog polja (iznad točke fiksacije), mnogi noviji radovi ukazuju da je to područje je opsežniji od ranije cijene, a kao i ostala vizualna područja, može sadržavati potpuni vizualni prikaz. Revidirano, opsežnije VP naziva se ventrolateralno posteriorno (stražnje) područje (VLP) Rosa i Tweedale.

## Kvartarni vidni put
Vidno područje V4 je jedan od vidnih područja unutar ekstrastrijatnog vidnog korteksa. Nalazi se anteriorno (ispred) V2 i iza (posteriorno) posteriornog inferotemporalnog područja (PIT). Sastoji se od najmanje četiri regije (lijevo i desno V4d, lijevo i desno V4v), a prema nekim izvješćima sadrži rostralni (gornji) i kaudalni (donji) dio. Nije poznato homologno područje u ljudi, te je to trenutačni predmet mnogih ispitivanja.
V4, treće kortikalno područje ventralnog puta, prima jake aferentne informacije iz V2 i šalje snažne veze u posteriorno inferotemporalno područje. Također prima izravne signale iz V1, posebno za središnji prostor. Osim toga, sadrži slabije veze s V5 i dorzalnim prelunatnim girusom (DP).
V4 je prvo područje ventralnog puta koje pokazuje snažnu modulaciju pažnje. Većina istraživanja pokazuju da selektivna pažnja može promijeniti brzinu aktivacije stanica V4 za oko 20%. Poticajni rad Morana i Desimonea, opisujući taj učinak, je prvi rad kojim se ukazalo na učinak pažnje unutar vidne kore.
Poput V1, V4 regulira za orijentaciju, prostornu frekvenciju i boje. Za razliku od V1, V4 je organiziran za oblike objekata srednje složenosti, poput jednostavnih geometrijskih oblika, iako nitko nije razvio puni parametarski opis organizacije područja V4. Vidno područje V4 nije podešeno za složene objekte kao što su lica, za koja su organizirana područja inferotemporalne kore. 
Svojstva aktivacije V4 prvi je opisao Semir Zeki kasnih 1970-ih, koji je i imenovao to područje. Prije toga, V4 je bio poznat po svojoj anatomskom opisu, prelunatnom girusu. U početku je Zeki tvrdio da je svrha V4 je procesuiranju doživljaja boja. Rad 1980-ih dokazao je da je V4 bio izravno uključen u način prepoznavanja poput starijih kortikalnih područja. Ovo istraživanje je poduprlo hipotezu dviju struja, koju su prvi predstavili Ungerleider i Mishkin 1982.

## V5/MT
Vidno područje V5, također poznat kao vidno područje MT (srednje temporalno), je regija ekstrastrijatalnog vidnog korteksa, za koje se misli da ima važnu ulogu u percepciji pokreta, integraciji lokalnih signala pokreta i vodstvu nekih pokreta očiju.
MT sadrži široku lepezu veza s kortikalnim i subkortikalnim područjima mozga. Sastoji se od vidnih kortikalnih područja V1, V2 i dorzalnog V3 (dorzomedijalno područje), kraniocelularne regije LGN (bočnih genikulatnih jezgara) i inferiornog (donjeg) pulvinara. Uzorak/način projekcije na MT mijenja se negdje između fovee i perifernog vidnog polja, s kasnijim primanjem informacija iz područja smještenih u srednjoj kori i retrosplenialnoj regiji.
Uobičajeno mišljenje je da V1 pruža najvažnije informacije MT-a. Ipak, nekoliko istraživanja je pokazalo da su neuroni u MT sposobni reagirati na vizualne informacije, često selektivno, čak i kad je V1 je uništen ili inaktiviran. Osim toga, Semir Zeki i suradnici su sugerirali da određene vrste vizualnih informacija mogu doći do MT čak i prije nego dosegnu V1.
MT šalje svoje glavne podatke područjima kore koja ga okružuju, uključujući područja FST, MZT i V4t (srednja temporalna kora). Ostale projekcije MT odražavaju područja povezana s pokretima očiju, frontalna i parijentalna polutka (frontalno očno područje i lateralno intraparijetalno područje).
Prve studije o elektrofiziološkim svojstvima neurona u MT pokazale su da veliki dio stanice reagiraju na brzinu i smjer kretanja vizualnih podražaja. Ti rezultati su navodili značajnu ulogu MT u obradi vizualnih pokreta.
Studije ozlijeđenih također su podržale ulogu MT u percepciji pokreta i pokreta očiju. Neuropsihološko studije pacijenta koji nisu mogli registrirati pokret, nego su svijet doživljavali poput niza statičkih slika, predložile su da MT u primata odgovara V5 u ljudi.
Međutim, jer su neuroni V1 također povezani sa smjerom i brzinom pokreta, ti prvi rezultati ostavili su otvoreno pitanje o tome što točno MT može, a da V1 ne može. Mnogo radova je provedeno na tom, ukazujući na važnost lokalnog vidnog signala kretanja unutar globalne kretnje kompleksnih objekata. Na primjer, lezija V5 vodi do nemogućnosti percepcije pokreta i obrade složenih podražaja. Ono sadrži mnoge selektivne neurone za procesuiranje složenih vizualnih značajki (krajevi linija, uglovi). Mikrostimulacija neurona unutar utječe na percepciju pokreta. Na primjer, ako pronađemo neuron čiji je prioritet potaknuti penjanje i mi ga stimuliramo elektrodom, majmun će se vjerojatno početi penjati.
Vode se mnoge polemike oko procijene točne uloge MT, a neke istraživanja pokazuju da je svojstvo gibanje ustvari već dostupno na nižim razinama vidnog sustava, kao što je V1.